# Zmienne pośredniczące
Zmienne pośredniczące w behawioryzmie to termin dotyczący wszystkiego co jest poza bezpośrednią obserwacją i mieści się między bodźcem a reakcją wyemitowaną przez organizm. Rozwija tym samym tradycyjny model behawioryzmu S-R do postaci S-O-R Obszar ten bywał również nazywany "czarną skrzynką".
Termin zmienne pośredniczące wprowadził do nauki Robert Woodworth.
Przedstawiciel szkoły kolumbijskiej- funkcjonalista.